# Psammodius hangangnensis
Psammodius hangangnensis är en skalbaggsart som beskrevs av Kim 1980. Psammodius hangangnensis ingår i släktet Psammodius och familjen Aphodiidae. Inga underarter finns listade i Catalogue of Life.